# Marco van Basten
Marcel van Basten, detto Marco (; Utrecht, 31 ottobre 1964), è un allenatore di calcio ed ex calciatore olandese, di ruolo attaccante.
Ritenuto uno dei migliori calciatori di tutti i tempi, ha segnato 314 gol (dei quali 277 con le squadre di club, 24 con la nazionale maggiore olandese e 13 con la nazionale under 21) in carriera, conclusasi prematuramente all'età di soli 28 anni per via di alcuni infortuni; ufficialmente l'annuncio del suo ritiro fu dato nel 1995, quando il giocatore aveva 30 anni. Emblema dell'Ajax e del Milan, in maglia rossonera ha composto un eccezionale trio assieme ai connazionali Ruud Gullit e Frank Rijkaard, simbolo di numerosi successi della squadra allenata da Arrigo Sacchi e poi da Fabio Capello.
Campione d'Europa con i Paesi Bassi nel 1988, torneo in cui fu anche capocannoniere, van Basten vinse tre Palloni d'oro, nel 1988, 1989 e 1992. Fu eletto FIFA World Player nel 1992 e occupa la 9ª posizione nella speciale classifica dei migliori calciatori del XX secolo pubblicata dalla rivista World Soccer e la 12ª posizione nell'omonima classifica stilata dall'IFFHS. Nel marzo del 2004, Pelé lo ha anche inserito nella FIFA 100, la lista dei 125 migliori calciatori viventi, redatta in occasione del Centenario della FIFA.
È stato il primo dei dieci calciatori a segnare una quaterna in una partita di UEFA Champions League oltreché, con Silvio Piola, uno dei soli ad avere siglato almeno un gol a ogni squadra di Serie A da lui affrontata.
Durante i festeggiamenti per il centenario del Milan, nel dicembre 1999, Van Basten è stato eletto "attaccante milanista del secolo".
È ambasciatore del calcio per la UEFA, dopo aver già ricoperto il ruolo di Chief Officer for Technical Development per la FIFA.

## Biografia
Dalla moglie Liesbeth ha avuto tre figli, Rebecca, Angela e Alexander. Pratica il golf come hobby.
Nel febbraio del 2023 apre un ristorante italiano a Utrecht insieme al suo ex compagno di squadra Frank Rijkaard.

## Caratteristiche tecniche
(Emanuele Gamba, la Repubblica)
Soprannominato il cigno di Utrecht, Van Basten era un centravanti dotato di tecnica eccezionale nonché di notevole eleganza e rapidità nei movimenti, nonostante il fisico imponente; coniugava la grazia del trequartista con la concretezza del vero cannoniere. Abile con entrambi i piedi, in possesso di un tiro potente e preciso sia in corsa sia da fermo, concreto anche nel gioco aereo e nelle acrobazie, mostrava un insieme di caratteristiche per le quali è ritenuto uno tra i più forti e completi attaccanti di sempre. La sua grande intelligenza tattica e la sua visione di gioco lo rendevano capace di agire anche lontano dall'area di rigore o dando le spalle alla porta avversaria, rendendolo anche un efficace rifinitore. Era inoltre un eccellente rigorista: in carriera ha messo a segno 51 tiri dal dischetto su 55 calciati.

## Carriera

### Giocatore

#### Club

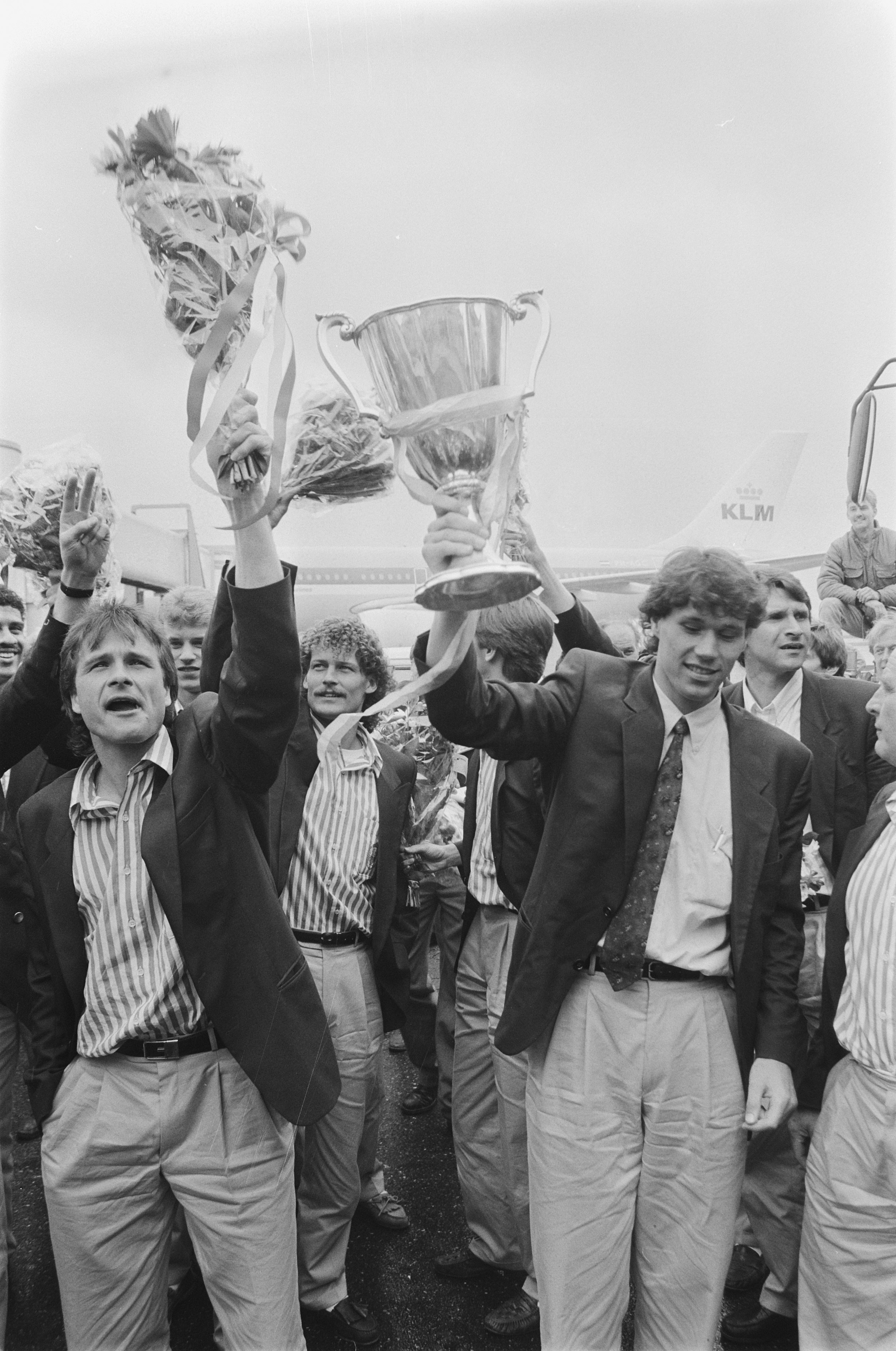
Van Basten solleva la Coppa delle Coppe vinta con l'Ajax nell'edizione 1986-1987

##### Gli inizi
Comincia a giocare a calcio all'età di sei anni, quando il padre Joop (1930-2014), ex calciatore e campione dei Paesi Bassi nel 1957-1958 con il DOS, lo affida ai tecnici delle squadre di Utrecht, prima l'EDO (1970-1971), poi l'UVV (1971-1980) e infine l'Elinkwijk (1980-1981). A 12 anni Leo Beenhakker cerca invano di ingaggiarlo nel Feyenoord.
Nel 1981 passa all'Ajax di Johan Cruijff. Un anno dopo, nell'aprile 1982, esordisce con la nazionale under 18 olandese al torneo Juniores di Cannes, segnando tre gol all'Italia nella finale per il terzo posto.

##### Ajax

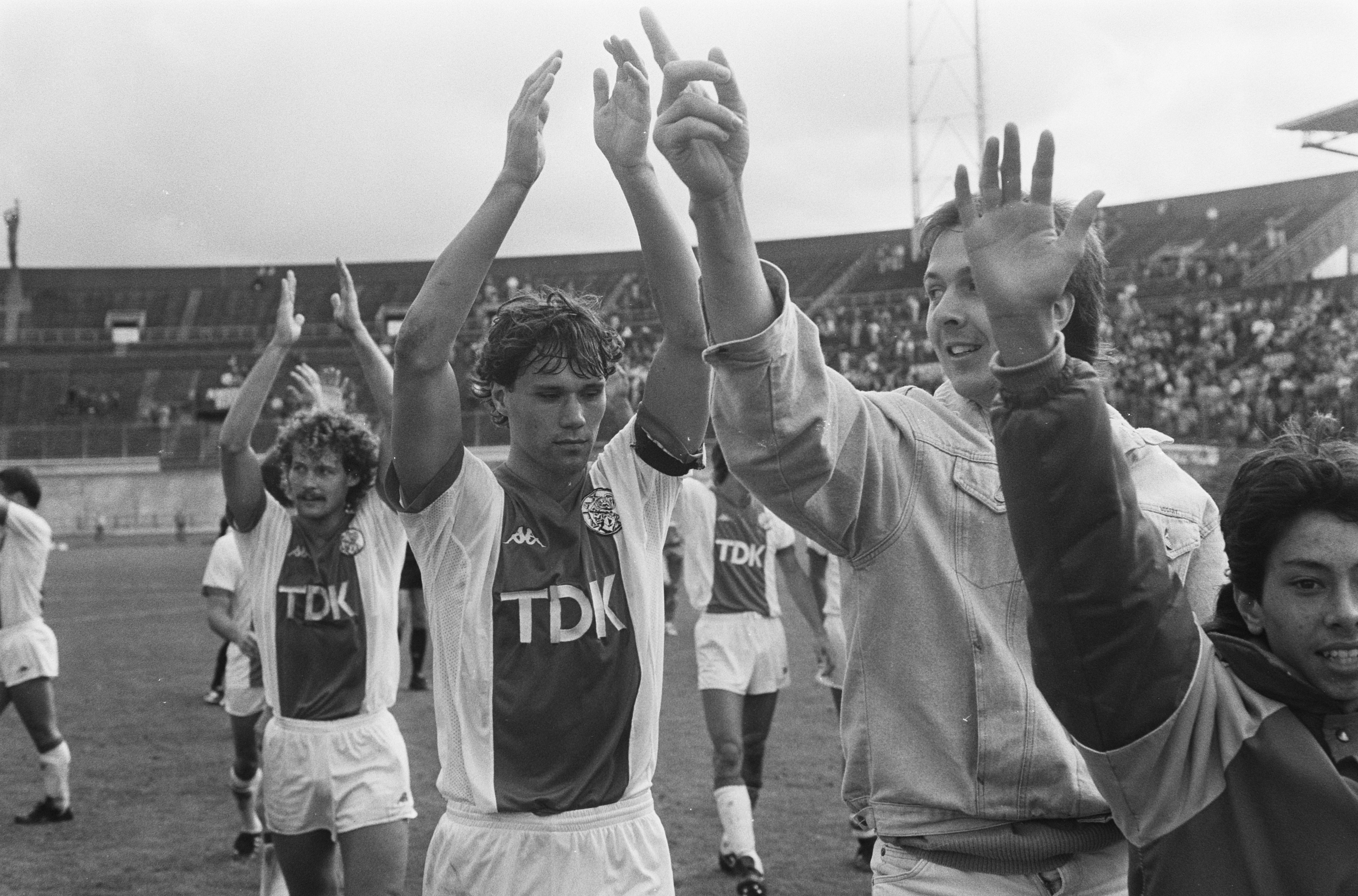
Van Basten all'Ajax nel 1986

Nell'Ajax esordisce in prima squadra il 3 aprile 1982, all'età di 17 anni e mezzo, contro il N.E.C.: entra in campo al posto di Cruijff e riesce a segnare un gol al suo esordio con i lancieri, nella vittoria per 5-0. Nei due anni successivi Van Basten passa dai 9 gol segnati in 20 partite del 1982-1983 ai 28 gol in 26 partite nella stagione 1983-1984, nella quale è capocannoniere della massima divisione olandese. Nella stagione seguente l'Ajax è di nuovo campione dei Paesi Bassi e Van Basten di nuovo miglior marcatore con 22 gol. 
Nella stagione 1985-1986, con 37 gol in 26 partite, si laurea per la terza volta capocannoniere della Eredivisie, vincendo la Scarpa d'oro e contribuendo al successo dei lancieri in coppa nazionale. Il 1986, tuttavia, segna anche l'inizio dei suoi guai fisici: è colpito da epatite virale e deve fermarsi tre mesi; a dicembre, nel corso di Groningen-Ajax, si infortuna alla caviglia destra dopo un contrasto con un avversario. Continua a giocare, ma alla fine deve farsi operare in Svizzera. Anche stavolta torna in campo tre mesi più tardi, nella finale di Coppa delle Coppe tra Ajax e Lokomotive Lipsia (1-0), in cui segna di testa il gol decisivo, e chiude il campionato ancora da capocannoniere. Quando disputa la finale di Coppa delle Coppe è già ufficialmente un calciatore del Milan, per cui quella sarà la sua ultima apparizione con la casacca dei lancieri. Il trasferimento al Milan si concretizzò dopo che, a causa della situazione societaria della Fiorentina, saltò il passaggio del giocatore al club toscano, sebbene fosse già stato firmato un accordo tra il direttore sportivo Claudio Nassi, che agiva per conto del club viola, e l'Ajax e la presenza di un contratto di opzione firmato da Van Basten con il club toscano per 6 miliardi di vecchie lire, da pagare in 3 anni, più il cartellino di Wim Kieft, valutato 1,6 miliardi. Per il giocatore era pronto un contratto di 3 anni a 600 milioni di lire a stagione più appartamento in città e auto.

##### Milan

###### 1987-1988: l'infortunio e lo scudetto
Van Basten arriva nell'estate del 1987 al Milan, che lo ingaggia a parametro UEFA, pagando 2 milioni di franchi svizzeri, circa 1,75 miliardi di lire. In rossonero, guidato dall'allenatore Arrigo Sacchi, si presenta subito al suo nuovo pubblico segnando all'esordio, il 23 agosto 1987 in Coppa Italia contro il Bari (5-0). Il successivo 13 settembre segna anche nell'esordio in campionato, in casa del Pisa (1-3), ma di lì a breve arriva anche il primo stop: l'altra caviglia inizia a dargli problemi dopo la gara di Coppa UEFA contro l'Espanyol del 21 ottobre. Si opera nuovamente e resta inattivo per sei mesi. Quando torna in campo, il Milan è alla rincorsa del Napoli capolista: Van Basten segna gol importanti contro l'Empoli a San Siro e contro la squadra di Maradona, nello scontro diretto vinto al San Paolo, con cui il Milan compie il sorpasso decisivo verso lo scudetto.

###### 1988-1991: le vittorie internazionali con Sacchi

Il vittorioso trio olandese del Milan tra gli anni 1980 e 1990; da sinistra: Frank Rijkaard, Van Basten e Ruud Gullit

Dopo aver conseguito la vittoria del campionato europeo in Germania Ovest con la nazionale olandese, Van Basten, coadiuvato dai connazionali Ruud Gullit e Frank Rijkaard, si pone l'ambizioso obiettivo di condurre il Milan a vincere in Europa. La stagione 1988-1989 vede il ritorno dei rossoneri in Coppa dei Campioni dopo nove anni: Van Basten segna 33 gol (19 in Serie A, 10 in Coppa Campioni, 3 in Coppa Italia e 1 in Supercoppa italiana) e si aggiudica il Pallone d'oro 1989. Nella Coppa dei Campioni realizza dieci reti, tra cui quelle in semifinale con colpo di testa in tuffo contro il Real Madrid nell'1-1 dell'andata a Madrid, quella del 5-0 del ritorno al Meazza e la doppietta nella vittoriosa finale contro la Steaua Bucarest. A novembre un suo gol al Barcellona nella finale di andata contribuisce alla conquista della Supercoppa europea. A dicembre, subito dopo la vittoria della Coppa Intercontinentale, Van Basten vince per la seconda volta consecutiva il Pallone d'oro, affiancando nell'albo d'oro del trofeo altri campioni premiati due volte, come Franz Beckenbauer e Kevin Keegan.
All'inizio della successiva stagione, Van Basten viene di nuovo operato, stavolta al menisco: rientrerà oltre due mesi dopo. Nel campionato di Serie A, vinto al fotofinish dal Napoli, segna ancora 19 gol, che gli valgono il primo titolo di capocannoniere in Italia. Con il Milan raggiunge ancora la finale di Coppa dei Campioni, segnando i gol che risultano decisivi contro Real Madrid, Malines e Bayern Monaco. Il Milan vince la finale il 23 maggio contro il Benfica al Prater di Vienna (1-0). È sua l'apertura di prima intenzione che libera Frank Rijkaard e gli consente di segnare il gol decisivo.

Van Basten (a destra) alle prese con il sampdoriano Moreno Mannini nel 1990

Nel 1990-1991 il Milan vince ancora la Supercoppa europea, contro la Sampdoria, e la Coppa Intercontinentale, contro i paraguaiani dell'Olimpia. A Tokyo Van Basten non segna, ma contribuisce alla realizzazione del secondo e del terzo gol. Alla fine della stagione il ciclo di Sacchi al Milan come allenatore è giunto al capolinea e la convivenza tra l'attaccante olandese e il tecnico romagnolo è sempre più difficile.

###### 1991-1993: il nuovo intervento, le migliori stagioni con Capello
In vista della stagione 1991-1992 a Sacchi subentra Fabio Capello. Favorito dall'impostazione tattica del tecnico friulano, più flessibile rispetto a quella del predecessore, Van Basten disputa una delle annate più brillanti della propria carriera: l'olandese ottiene nuovamente il titolo di capocannoniere con 25 gol (tra cui quello nel derby di Milano e le triplette contro Foggia, Cagliari e Atalanta, quest'ultima realizzata nell'arco di sei minuti di gioco).
Van Basten inizia in maniera estremamente prolifica anche la stagione 1992-1993, segnando otto gol nelle prime sei giornate e dodici nelle prime nove; realizza inoltre due quaterne, entrambe nel mese di novembre: la prima al San Paolo di Napoli in campionato (il Milan vince con il risultato di 5-1 alla nona giornata), la seconda nella gara casalinga di UEFA Champions League contro l'IFK Göteborg (il Milan vince per 4-0). Pochi giorni dopo, a dicembre, gli verrà nuovamente consegnato il Pallone d'oro, il terzo della sua carriera: l'impresa è riuscita in precedenza soltanto a Johan Cruijff e Michel Platini.

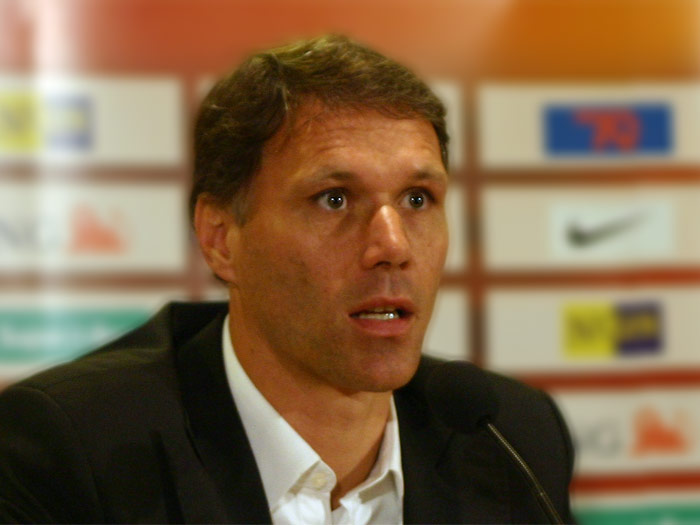
Van Basten in azione in maglia rossonera nella stagione 1990-1991

Il giorno seguente alla consegna del Pallone d'oro Van Basten decide di recarsi a St. Moritz per farsi operare alla caviglia: la prognosi è di due o tre mesi, ma il giocatore rimarrà fermo per circa quattro mesi, per poi rientrare a fine aprile nella trasferta di campionato a Udine. Una settimana dopo, il 9 maggio 1993, in Ancona-Milan (1-3), segna l'ultimo gol della propria carriera, ad Alessandro Nista, proprio lo stesso portiere cui aveva segnato il suo primo gol in Serie A il 13 settembre 1987; il 16 maggio 1993, contro la Roma, disputa la sua ultima partita di campionato. Viene tenuto a riposo in vista della finale di UEFA Champions League del 26 maggio 1993, contro l'Olympique Marsiglia, vinta dai francesi. A Monaco di Baviera il giocatore scende in campo nonostante la caviglia ancora dolorante e chiude di fatto la propria carriera agonistica, venendo sostituito dopo 85 minuti di gioco.
Conclude l'ultima stagione della carriera con un bilancio di 20 reti in 22 partite tra campionato e coppe.

###### 1993-1995: l'ultima operazione e il prematuro ritiro
(Carmelo Bene, cit. in Canto del Cigno di Andrea Scanzi, Limina, 2004)
Il 3 giugno 1993 Van Basten si sottopone a un'artroscopia ad Anversa presso il noto chirurgo belga Marc Martens: la visita conferma lo stato di profonda sofferenza dell'articolazione, dato che il giocatore accusa ancora dolori e ipersensibilità all'arto. Poco dopo l'olandese si sottopone, dunque, al quarto intervento chirurgico alla caviglia.
Da qui in poi trascorrono due anni nel tentativo di recuperare l'efficienza fisica. L'operazione riesce, ma sui tempi e la possibilità di riprendere l'attività agonistica permangono numerosi dubbi, protrattisi nei mesi successivi, tanto che agli inizi di novembre del 1993 il calciatore continua ad avvertire dolore se la caviglia è molto sollecitata; sul finire del mese Martens constata che la cartilagine tra tibia e astragalo non si è ancora riformata. Un nuovo esame, condotto il 30 novembre 1993 dal medico Antonio Viladot a Barcellona, evidenzia la necessità di una nuova operazione alla caviglia. Malgrado i lievi miglioramenti rilevati da Martens agli inizi di marzo del 1994, i tempi di recupero continuano a essere estremamente lunghi; l'11 luglio il giocatore si opera nuovamente alla clinica Apra di Anversa, in artroscopia, per la ripulitura dell'articolazione e per l'applicazione alla caviglia un "fissatore esterno", rimosso chirurgicamente il 3 ottobre seguente. Alla fine di dicembre i progressi sono lievi e il suo rientro in campo lontano.
Nel maggio 1995 le voci di un ritiro del calciatore dall'attività agonistica si fanno sempre più concrete e si consolidano dopo un altro consulto ad Anversa. A due anni dalla finale di UEFA Champions League di Monaco di Baviera, nell'estate 1995 il giocatore si riaggrega comunque ai compagni per il ritiro precampionato, ma il 17 agosto, undici mesi dopo l'ultima operazione chirurgica, annuncia la decisione di ritirarsi definitivamente, all'età di 30 anni, dall'attività agonistica. Il giorno dopo, nel prepartita del Trofeo Luigi Berlusconi, saluta i tifosi milanisti con un giro di campo a San Siro, che in un'intervista del 2020 ricorderà con dolore:

#### Nazionale

Van Basten, con la maglia dei, in azione contro la difesa della durante il

Con la nazionale olandese conta 24 reti in 58 presenze, la prima delle quali nel 1983 contro l'Islanda. Fu protagonista al campionato d'Europa 1988, segnando cinque reti: tre di queste furono all'Inghilterra nel girone. Segnò anche ai sovietici nella finale vinta per 2-0: la sua rete fu premiata da World Soccer come il secondo gol più bello nella storia calcistica.
Partecipò al campionato del mondo del 1990 senza segnare, mentre nelle qualificazioni al campionato europeo del 1992 fu autore di una cinquina contro Malta. Infortunato, non fu presente al campionato del mondo 1994.

### Allenatore
L'11 maggio 2003 inizia l'attività di allenatore con lo Jong Ajax. Il 29 luglio 2004 la Federazione calcistica olandese lo nomina commissario tecnico della nazionale olandese. Come CT dei Paesi Bassi prende parte ai campionato mondiale del 2006, dove gli oranje chiudono come secondi in classifica il girone C (alle spalle dell'Argentina) e sono eliminati agli ottavi di finale dal Portogallo (1-0).
Il tecnico resta alla guida della nazionale anche nel biennio successivo e centra la qualificazione al campionato d'Europa del 2008, in cui la nazionale olandese viene inserita in un girone "di ferro" con Italia, Francia e Romania. Alla prima partita, i Paesi Bassi battono i campioni del mondo dell'Italia per 3-0 e nella seconda giornata sconfiggono i vicecampioni del mondo della Francia per 4-1, centrando così in anticipo la qualificazione ai quarti di finale. Nella terza giornata battono per 2-0 la Romania, chiudendo il girone a punteggio pieno. Ai quarti di finale i Paesi Bassi affrontano la Russia, che vince la partita per 3-1 dopo i tempi supplementari, estromettendo così gli olandesi dalla competizione.

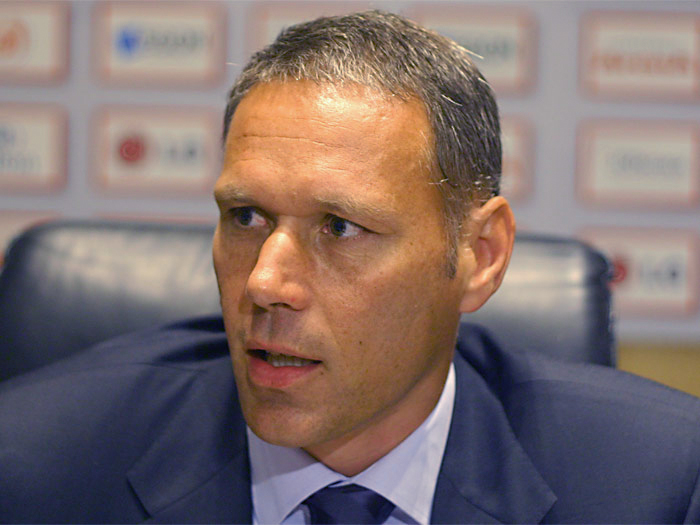
Marco Van Basten durante la sua carriera da allenatore

Nel giugno 2008, al termine del cammino olandese nel campionato europeo, Van Basten lascia la nazionale oranje per allenare l'Ajax, con cui aveva già firmato un contratto nel febbraio precedente. Come commissario tecnico olandese, detiene attualmente il record della maggiore percentuale di vittorie sul totale delle partite giocate (67,31%), tra i CT olandesi con più di dieci partite all'attivo.
L'esperienza con l'Ajax termina il 6 maggio 2009, quando si dimette dopo aver fallito la qualificazione alla UEFA Champions League.
Il 13 febbraio 2012 firma un contratto con l'Heerenveen, valido a partire dalla stagione 2012-2013 con un ingaggio da 400 000 euro a stagione più un bonus di 6 000 a vittoria. Conquista un 8º e un 5º posto in Eredivisie perdendo due semifinali play-off per l'accesso all'Europa League.
Il 18 aprile 2014 l'AZ Alkmaar comunica, tramite il proprio sito, l'esistenza di un accordo verbale per l'ingaggio di Van Basten come allenatore. L'accordo è formalizzato un mese più tardi, il 20 maggio. Il 28 agosto dà le dimissioni temporanee per problemi cardiaci. Il 3 settembre l'AZ comunica che Van Basten sarebbe rimasto a riposo fino al 14 settembre, venendo sostituito dal suo vice Alex Pastoor e dal suo collaboratore Dennis Haar. Il 16 settembre annuncia la decisione di passare al ruolo di vice allenatore di John van den Brom, a causa dell'eccessivo stress provocatogli dall'incarico di allenatore in prima.
Il 9 luglio 2015 la Federazione olandese ufficializza il rientro di Van Basten nello staff tecnico come vice del nuovo commissario tecnico Danny Blind, a partire dal 1º agosto, affiancato prima da Ruud van Nistelrooij e poi da Dick Advocaat. Decide inoltre di risolvere il contratto con l'AZ Alkmaar. Il 30 agosto 2016 annuncia che a fine anno avrebbe lasciato il ruolo di vice, per andare a lavorare per la FIFA: secondo alcuni, sarebbe stato spinto a lasciare il suo incarico dalla scelta della Federazione di non includere Ruud Gullit all'interno dello staff tecnico per sostituire Dick Advocaat, passato ad allenare il Fenerbahçe.

### Dopo il ritiro
Il 30 settembre 2016 entra a far parte dello staff di Gianni Infantino, presidente della FIFA, con il ruolo di Chief Officer for Technical Development; si dimette dall'incarico nell'ottobre 2018. Da allora è ambasciatore per l'UEFA e opinionista sui canali televisivi olandesi.

## Controversie
Nel 2008 Van Basten ha raggiunto un accordo con l'Agenzia delle entrate italiana pagando 7,3 milioni di euro per chiudere un contenzioso riguardante una sua evasione fiscale avvenuta nel 1997, riguardo ad alcune sponsorizzazioni utilizzanti la sua immagine.
Nel novembre 2019, da analista di Fox Sports, durante un collegamento con l'allenatore tedesco dell'Heracles Almelo, pronuncia il saluto nazista Sieg Heil. Tra le polemiche, si scusa successivamente, affermando che si è trattato di uno scherzo frainteso. Fox Sports decide di sospenderlo per una settimana e di donare il suo cachet all'Instituut voor Oorlogs-, Holocaust- en Genocidestudies di Amsterdam.

## Statistiche

### Presenze e reti nei club
Tra club, nazionale maggiore e nazionali giovanili, Marco van Basten ha giocato 446 partite segnando 314 reti, alla media di 0,70 gol a partita.
Statistiche aggiornate al termine della carriera da calciatore.
| Stagione        | Squadra         | Campionato      | Campionato | Campionato | Coppe nazionali | Coppe nazionali | Coppe nazionali | Coppe continentali | Coppe continentali | Coppe continentali | Altre coppe | Altre coppe | Altre coppe | Totale | Totale |
| Stagione        | Squadra         | Comp            | Pres       | Reti       | Comp            | Pres            | Reti            | Comp               | Pres               | Reti               | Comp        | Pres        | Reti        | Pres   | Reti   |
| --------------- | --------------- | --------------- | ---------- | ---------- | --------------- | --------------- | --------------- | ------------------ | ------------------ | ------------------ | ----------- | ----------- | ----------- | ------ | ------ |
| 1981-1982       | Ajax            | ED              | 1          | 1          | CO              | 1               | 0               | -                  | -                  | -                  | -           | -           | -           | 2      | 1      |
| 1982-1983       | Ajax            | ED              | 20         | 9          | CO              | 5               | 4               | -                  | -                  | -                  | -           | -           | -           | 25     | 13     |
| 1983-1984       | Ajax            | ED              | 26         | 28         | CO              | 4               | 1               | CC                 | 2                  | 0                  | -           | -           | -           | 32     | 29     |
| 1984-1985       | Ajax            | ED              | 33         | 22         | CO              | 4               | 2               | CU                 | 4                  | 5                  | -           | -           | -           | 41     | 29     |
| 1985-1986       | Ajax            | ED              | 26         | 37         | CO              | 1               | 0               | CC                 | 2                  | 0                  | -           | -           | -           | 29     | 37     |
| 1986-1987       | Ajax            | ED              | 27         | 31         | CO              | 7               | 6               | CdC                | 9                  | 6                  | -           | -           | -           | 43     | 43     |
| Totale Ajax     | Totale Ajax     | Totale Ajax     | 133        | 128        |                 | 22              | 13              |                    | 17                 | 11                 |             | -           | -           | 172    | 152    |
| 1987-1988       | Milan           | A               | 11         | 3          | CI              | 5               | 5               | CU                 | 3                  | 0                  | -           | -           | -           | 19     | 8      |
| 1988-1989       | Milan           | A               | 33         | 19         | CI              | 4               | 3               | CC                 | 9                  | 10                 | SI          | 1           | 1           | 47     | 33     |
| 1989-1990       | Milan           | A               | 26         | 19         | CI              | 4               | 1               | CC                 | 7                  | 3                  | SU+CInt     | 2+1         | 1+0         | 40     | 24     |
| 1990-1991       | Milan           | A               | 31         | 11         | CI              | 1               | 0               | CC                 | 2                  | 0                  | CInt        | 1           | 0           | 35     | 11     |
| 1991-1992       | Milan           | A               | 31         | 25         | CI              | 7               | 4               | -                  | -                  | -                  | -           | -           | -           | 38     | 29     |
| 1992-1993       | Milan           | A               | 15         | 13         | CI              | 1               | 0               | UCL                | 5                  | 6                  | SI          | 1           | 1           | 22     | 20     |
| 1993-1994       | Milan           | A               | -          | -          | CI              | -               | -               | UCL                | -                  | -                  | SI+SU+CInt  | -           | -           | 0      | 0      |
| 1994-1995       | Milan           | A               | -          | -          | CI              | -               | -               | UCL                | -                  | -                  | SI+SU+CInt  | -           | -           | 0      | 0      |
| Totale Milan    | Totale Milan    | Totale Milan    | 147        | 90         |                 | 22              | 13              |                    | 26                 | 19                 |             | 6           | 3           | 201    | 125    |
| Totale carriera | Totale carriera | Totale carriera | 280        | 218        |                 | 44              | 26              |                    | 43                 | 30                 |             | 6           | 3           | 373    | 277    |

### Cronologia presenze e reti in nazionale
| Cronologia completa delle presenze e delle reti in nazionale ― Paesi Bassi | Cronologia completa delle presenze e delle reti in nazionale ― Paesi Bassi | Cronologia completa delle presenze e delle reti in nazionale ― Paesi Bassi | Cronologia completa delle presenze e delle reti in nazionale ― Paesi Bassi | Cronologia completa delle presenze e delle reti in nazionale ― Paesi Bassi | Cronologia completa delle presenze e delle reti in nazionale ― Paesi Bassi | Cronologia completa delle presenze e delle reti in nazionale ― Paesi Bassi | Cronologia completa delle presenze e delle reti in nazionale ― Paesi Bassi |
| Data                                                                       | Città                                                                      | In casa                                                                    | Risultato                                                                  | Ospiti                                                                     | Competizione                                                               | Reti                                                                       | Note                                                                       |
| -------------------------------------------------------------------------- | -------------------------------------------------------------------------- | -------------------------------------------------------------------------- | -------------------------------------------------------------------------- | -------------------------------------------------------------------------- | -------------------------------------------------------------------------- | -------------------------------------------------------------------------- | -------------------------------------------------------------------------- |
| 7-9-1983                                                                   | Groninga                                                                   | Paesi Bassi                                                                | 3 – 0                                                                      | Islanda                                                                    | Qual. Euro 1984                                                            | -                                                                          |                                                                            |
| 21-9-1983                                                                  | Bruxelles                                                                  | Belgio                                                                     | 1 – 1                                                                      | Paesi Bassi                                                                | Amichevole                                                                 | 1                                                                          |                                                                            |
| 12-10-1983                                                                 | Dublino                                                                    | Irlanda                                                                    | 2 – 3                                                                      | Paesi Bassi                                                                | Qual. Euro 1984                                                            | 1                                                                          |                                                                            |
| 17-10-1984                                                                 | Rotterdam                                                                  | Paesi Bassi                                                                | 1 – 2                                                                      | Ungheria                                                                   | Qual. Mondiali 1986                                                        | -                                                                          |                                                                            |
| 14-11-1984                                                                 | Vienna                                                                     | Austria                                                                    | 0 – 1                                                                      | Paesi Bassi                                                                | Qual. Mondiali 1986                                                        | -                                                                          |                                                                            |
| 23-12-1984                                                                 | Nicosia                                                                    | Cipro                                                                      | 0 – 1                                                                      | Paesi Bassi                                                                | Qual. Mondiali 1986                                                        | -                                                                          |                                                                            |
| 27-2-1985                                                                  | Rotterdam                                                                  | Paesi Bassi                                                                | 7 – 1                                                                      | Cipro                                                                      | Qual. Mondiali 1986                                                        | 1                                                                          |                                                                            |
| 14-5-1985                                                                  | Budapest                                                                   | Ungheria                                                                   | 0 – 1                                                                      | Paesi Bassi                                                                | Qual. Mondiali 1986                                                        | -                                                                          |                                                                            |
| 4-9-1985                                                                   | Heerenveen                                                                 | Paesi Bassi                                                                | 1 – 0                                                                      | Bulgaria                                                                   | Amichevole                                                                 | -                                                                          |                                                                            |
| 16-10-1985                                                                 | Bruxelles                                                                  | Belgio                                                                     | 0 – 1                                                                      | Paesi Bassi                                                                | Qual. Mondiali 1986                                                        | -                                                                          |                                                                            |
| 12-3-1986                                                                  | Lipsia                                                                     | Germania Est                                                               | 0 – 1                                                                      | Paesi Bassi                                                                | Amichevole                                                                 | 1                                                                          |                                                                            |
| 10-9-1986                                                                  | Praga                                                                      | Cecoslovacchia                                                             | 1 – 0                                                                      | Paesi Bassi                                                                | Amichevole                                                                 | -                                                                          |                                                                            |
| 15-10-1986                                                                 | Budapest                                                                   | Ungheria                                                                   | 0 – 1                                                                      | Paesi Bassi                                                                | Qual. Euro 1988                                                            | 1                                                                          |                                                                            |
| 19-11-1986                                                                 | Amsterdam                                                                  | Paesi Bassi                                                                | 0 – 0                                                                      | Polonia                                                                    | Qual. Euro 1988                                                            | -                                                                          |                                                                            |
| 25-3-1987                                                                  | Rotterdam                                                                  | Paesi Bassi                                                                | 1 – 1                                                                      | Grecia                                                                     | Qual. Euro 1988                                                            | 1                                                                          |                                                                            |
| 29-4-1987                                                                  | Rotterdam                                                                  | Paesi Bassi                                                                | 2 – 0                                                                      | Ungheria                                                                   | Qual. Euro 1988                                                            | -                                                                          |                                                                            |
| 9-9-1987                                                                   | Rotterdam                                                                  | Paesi Bassi                                                                | 0 – 0                                                                      | Belgio                                                                     | Amichevole                                                                 | -                                                                          | cap.                                                                       |
| 14-10-1987                                                                 | Zabrze                                                                     | Polonia                                                                    | 0 – 2                                                                      | Paesi Bassi                                                                | Qual. Euro 1988                                                            | -                                                                          |                                                                            |
| 1-6-1988                                                                   | Amsterdam                                                                  | Paesi Bassi                                                                | 2 – 0                                                                      | Romania                                                                    | Amichevole                                                                 | -                                                                          |                                                                            |
| 12-6-1988                                                                  | Colonia                                                                    | Unione Sovietica                                                           | 1 – 0                                                                      | Paesi Bassi                                                                | Euro 1988 - 1º turno                                                       | -                                                                          |                                                                            |
| 15-6-1988                                                                  | Düsseldorf                                                                 | Paesi Bassi                                                                | 3 – 1                                                                      | Inghilterra                                                                | Euro 1988 - 1º turno                                                       | 3                                                                          |                                                                            |
| 18-6-1988                                                                  | Gelsenkirchen                                                              | Paesi Bassi                                                                | 1 – 0                                                                      | Irlanda                                                                    | Euro 1988 - 1º turno                                                       | -                                                                          |                                                                            |
| 21-6-1988                                                                  | Amburgo                                                                    | Germania Ovest                                                             | 1 – 2                                                                      | Paesi Bassi                                                                | Euro 1988 - Semifinale                                                     | 1                                                                          |                                                                            |
| 25-6-1988                                                                  | Monaco                                                                     | Paesi Bassi                                                                | 2 – 0                                                                      | Unione Sovietica                                                           | Euro 1988 - Finale                                                         | 1                                                                          | [ 95 ]                                                                     |
| 14-9-1988                                                                  | Amsterdam                                                                  | Paesi Bassi                                                                | 1 – 0                                                                      | Galles                                                                     | Qual. Mondiali 1990                                                        | -                                                                          |                                                                            |
| 19-10-1988                                                                 | Monaco                                                                     | Germania Ovest                                                             | 0 – 0                                                                      | Paesi Bassi                                                                | Qual. Mondiali 1990                                                        | -                                                                          |                                                                            |
| 16-11-1988                                                                 | Roma                                                                       | Italia                                                                     | 1 – 0                                                                      | Paesi Bassi                                                                | Amichevole                                                                 | -                                                                          |                                                                            |
| 22-3-1989                                                                  | Eindhoven                                                                  | Paesi Bassi                                                                | 2 – 0                                                                      | Unione Sovietica                                                           | Amichevole                                                                 | 1                                                                          |                                                                            |
| 26-4-1989                                                                  | Rotterdam                                                                  | Paesi Bassi                                                                | 1 – 1                                                                      | Germania Ovest                                                             | Qual. Mondiali 1990                                                        | 1                                                                          |                                                                            |
| 31-5-1989                                                                  | Helsinki                                                                   | Finlandia                                                                  | 0 – 1                                                                      | Paesi Bassi                                                                | Qual. Mondiali 1990                                                        | -                                                                          |                                                                            |
| 11-10-1989                                                                 | Wrexham                                                                    | Galles                                                                     | 1 – 2                                                                      | Paesi Bassi                                                                | Qual. Mondiali 1990                                                        | -                                                                          |                                                                            |
| 15-11-1989                                                                 | Rotterdam                                                                  | Paesi Bassi                                                                | 3 – 0                                                                      | Finlandia                                                                  | Qual. Mondiali 1990                                                        | -                                                                          |                                                                            |
| 21-2-1990                                                                  | Rotterdam                                                                  | Paesi Bassi                                                                | 0 – 0                                                                      | Italia                                                                     | Amichevole                                                                 | -                                                                          |                                                                            |
| 30-5-1990                                                                  | Vienna                                                                     | Austria                                                                    | 3 – 2                                                                      | Paesi Bassi                                                                | Amichevole                                                                 | 1                                                                          |                                                                            |
| 3-6-1990                                                                   | Zagabria                                                                   | Jugoslavia                                                                 | 0 – 2                                                                      | Paesi Bassi                                                                | Amichevole                                                                 | 1                                                                          |                                                                            |
| 12-6-1990                                                                  | Palermo                                                                    | Paesi Bassi                                                                | 1 – 1                                                                      | Egitto                                                                     | Mondiali 1990 - 1º turno                                                   | -                                                                          |                                                                            |
| 16-6-1990                                                                  | Cagliari                                                                   | Inghilterra                                                                | 0 – 0                                                                      | Paesi Bassi                                                                | Mondiali 1990 - 1º turno                                                   | -                                                                          |                                                                            |
| 20-6-1990                                                                  | Palermo                                                                    | Paesi Bassi                                                                | 1 – 1                                                                      | Irlanda                                                                    | Mondiali 1990 - 1º turno                                                   | -                                                                          |                                                                            |
| 24-6-1990                                                                  | Milano                                                                     | Germania Ovest                                                             | 2 – 1                                                                      | Paesi Bassi                                                                | Mondiali 1990 - Ottavi di finale                                           | -                                                                          |                                                                            |
| 26-9-1990                                                                  | Palermo                                                                    | Italia                                                                     | 1 – 0                                                                      | Paesi Bassi                                                                | Amichevole                                                                 | -                                                                          |                                                                            |
| 17-10-1990                                                                 | Porto                                                                      | Portogallo                                                                 | 1 – 0                                                                      | Paesi Bassi                                                                | Qual. Euro 1992                                                            | -                                                                          |                                                                            |
| 21-11-1990                                                                 | Rotterdam                                                                  | Paesi Bassi                                                                | 2 – 0                                                                      | Grecia                                                                     | Qual. Euro 1992                                                            | 1                                                                          | cap.                                                                       |
| 19-12-1990                                                                 | Ta' Qali                                                                   | Malta                                                                      | 0 – 8                                                                      | Paesi Bassi                                                                | Qual. Euro 1992                                                            | 5                                                                          |                                                                            |
| 13-3-1991                                                                  | Rotterdam                                                                  | Paesi Bassi                                                                | 1 – 0                                                                      | Malta                                                                      | Qual. Euro 1992                                                            | 1                                                                          |                                                                            |
| 17-4-1991                                                                  | Rotterdam                                                                  | Paesi Bassi                                                                | 2 – 0                                                                      | Finlandia                                                                  | Qual. Euro 1992                                                            | 1                                                                          |                                                                            |
| 5-6-1991                                                                   | Helsinki                                                                   | Finlandia                                                                  | 1 – 1                                                                      | Paesi Bassi                                                                | Qual. Euro 1992                                                            | -                                                                          | cap.                                                                       |
| 16-10-1991                                                                 | Rotterdam                                                                  | Paesi Bassi                                                                | 1 – 0                                                                      | Portogallo                                                                 | Qual. Euro 1992                                                            | -                                                                          |                                                                            |
| 4-12-1991                                                                  | Salonicco                                                                  | Grecia                                                                     | 0 – 2                                                                      | Paesi Bassi                                                                | Qual. Euro 1992                                                            | -                                                                          | cap.                                                                       |
| 27-5-1992                                                                  | Sittard-Geleen                                                             | Paesi Bassi                                                                | 3 – 2                                                                      | Austria                                                                    | Amichevole                                                                 | -                                                                          |                                                                            |
| 30-5-1992                                                                  | Utrecht                                                                    | Paesi Bassi                                                                | 4 – 0                                                                      | Galles                                                                     | Amichevole                                                                 | 1                                                                          |                                                                            |
| 5-6-1992                                                                   | Lens                                                                       | Francia                                                                    | 1 – 1                                                                      | Paesi Bassi                                                                | Amichevole                                                                 | -                                                                          | cap.                                                                       |
| 12-6-1992                                                                  | Göteborg                                                                   | Paesi Bassi                                                                | 1 – 0                                                                      | Scozia                                                                     | Euro 1992 - 1º turno                                                       | -                                                                          |                                                                            |
| 15-6-1992                                                                  | Göteborg                                                                   | Paesi Bassi                                                                | 0 – 0                                                                      | Comunità degli Stati Indipendenti                                          | Euro 1992 - 1º turno                                                       | -                                                                          |                                                                            |
| 18-6-1992                                                                  | Göteborg                                                                   | Paesi Bassi                                                                | 3 – 1                                                                      | Germania                                                                   | Euro 1992 - 1º turno                                                       | -                                                                          |                                                                            |
| 22-6-1992                                                                  | Göteborg                                                                   | Danimarca                                                                  | 2 – 2 dts (5 - 4 dtr)                                                      | Paesi Bassi                                                                | Euro 1992 - Semifinale                                                     | -                                                                          |                                                                            |
| 9-9-1992                                                                   | Eindhoven                                                                  | Paesi Bassi                                                                | 2 – 3                                                                      | Italia                                                                     | Amichevole                                                                 | -                                                                          |                                                                            |
| 23-9-1992                                                                  | Oslo                                                                       | Norvegia                                                                   | 2 – 1                                                                      | Paesi Bassi                                                                | Qual. Mondiali 1994                                                        | -                                                                          | cap.                                                                       |
| 14-10-1992                                                                 | Rotterdam                                                                  | Paesi Bassi                                                                | 2 – 2                                                                      | Polonia                                                                    | Qual. Mondiali 1994                                                        | -                                                                          | cap.                                                                       |
| Totale                                                                     |                                                                            | Presenze                                                                   | 58                                                                         |                                                                            | Reti                                                                       | 24                                                                         |                                                                            |

### Statistiche da allenatore

#### Club
Statistiche aggiornate al 10 maggio 2014.
| Stagione          | Squadra           | Campionato        | Campionato | Campionato | Campionato | Campionato | Coppe nazionali | Coppe nazionali | Coppe nazionali | Coppe nazionali | Coppe nazionali | Coppe continentali | Coppe continentali | Coppe continentali | Coppe continentali | Coppe continentali | Altre coppe | Altre coppe | Altre coppe | Altre coppe | Altre coppe | Totale | Totale | Totale | Totale | % Vittorie | Piazz.           |
| Stagione          | Squadra           | Comp              | G          | V          | N          | P          | Comp            | G               | V               | N               | P               | Comp               | G                  | V                  | N                  | P                  | Comp        | G           | V           | N           | P           | G      | V      | N      | P      | %          | Piazz.           |
| ----------------- | ----------------- | ----------------- | ---------- | ---------- | ---------- | ---------- | --------------- | --------------- | --------------- | --------------- | --------------- | ------------------ | ------------------ | ------------------ | ------------------ | ------------------ | ----------- | ----------- | ----------- | ----------- | ----------- | ------ | ------ | ------ | ------ | ---------- | ---------------- |
| 2003-2004         | Jong Ajax         | -                 | -          | -          | -          | -          | CO              | 4               | 3               | 0               | 1               | -                  | -                  | -                  | -                  | -                  | -           | -           | -           | -           | -           | 4      | 3      | 0      | 1      | 75,00      | Ottavi di finale |
| 2008-mag. 2009    | Ajax              | ED                | 33         | 20         | 5          | 8          | CO              | 1               | 0               | 0               | 1               | CU                 | 10                 | 5                  | 3                  | 2                  | -           | -           | -           | -           | -           | 44     | 25     | 8      | 11     | 56,82      | Dimiss.          |
| 2012-2013         | Heerenveen        | ED                | 34+2       | 11         | 9          | 14+2       | CO              | 3               | 2               | 1               | 0               | UEL                | 4                  | 1                  | 0                  | 3                  | -           | -           | -           | -           | -           | 43     | 14     | 10     | 19     | 32,56      | 8º               |
| 2013-2014         | Heerenveen        | ED                | 34+2       | 16+1       | 9          | 9+1        | CO              | 3               | 2               | 1               | 0               | -                  | -                  | -                  | -                  | -                  | -           | -           | -           | -           | -           | 39     | 19     | 10     | 10     | 48,72      | 5º               |
| Totale Heerenveen | Totale Heerenveen | Totale Heerenveen | 68+4       | 27+1       | 18         | 23+3       |                 | 6               | 4               | 2               | 0               |                    | 4                  | 1                  | 0                  | 3                  |             | -           | -           | -           | -           | 82     | 33     | 20     | 29     | 40,24      |                  |
| Totale carriera   | Totale carriera   | Totale carriera   | 101+4      | 47+1       | 23         | 31+3       |                 | 11              | 7               | 2               | 2               |                    | 14                 | 6                  | 3                  | 5                  |             | -           | -           | -           | -           | 130    | 61     | 28     | 41     | 46,92      |                  |

#### Nazionale nel dettaglio
Statistiche aggiornate al 21 giugno 2008.
| Stagione           | Squadra            | Campionato          | Piazzamento                  | Andamento | Andamento | Andamento | Andamento | Andamento  |
| Stagione           | Squadra            | Campionato          | Piazzamento                  | Giocate   | Vittorie  | Pareggi   | Sconfitte | % Vittorie |
| ------------------ | ------------------ | ------------------- | ---------------------------- | --------- | --------- | --------- | --------- | ---------- |
| giu.-dic. 2004     | Paesi Bassi        | Qual. Mondiale 2006 | 1º nel Gruppo 1, qualificato | 4         | 3         | 1         | 0         | 75,00      |
| 2005               | Paesi Bassi        | Qual. Mondiale 2006 | 1º nel Gruppo 1, qualificato | 8         | 7         | 1         | 0         | 87,50      |
| 2006               | Paesi Bassi        | Mondiale 2006       | Ottavi di finale             | 4         | 2         | 1         | 1         | 50,00      |
| 2007               | Paesi Bassi        | Qual. Europeo 2008  | 2º nel Gruppo G, qualificato | 12        | 8         | 2         | 2         | 66,67      |
| 2008               | Paesi Bassi        | Euro 2008           | Quarti di finale             | 4         | 3         | 0         | 1         | 75,00      |
| Dal 2004 al 2008   | Paesi Bassi        | Amichevoli          |                              | 20        | 12        | 6         | 2         | 60,00      |
| Totale Paesi Bassi | Totale Paesi Bassi | Totale Paesi Bassi  | Totale Paesi Bassi           | 52        | 35        | 11        | 6         | 67,31      |

##### Panchine da commissario tecnico della nazionale olandese
| Cronologia completa delle presenze e delle reti in nazionale ― Paesi Bassi | Cronologia completa delle presenze e delle reti in nazionale ― Paesi Bassi | Cronologia completa delle presenze e delle reti in nazionale ― Paesi Bassi | Cronologia completa delle presenze e delle reti in nazionale ― Paesi Bassi | Cronologia completa delle presenze e delle reti in nazionale ― Paesi Bassi | Cronologia completa delle presenze e delle reti in nazionale ― Paesi Bassi | Cronologia completa delle presenze e delle reti in nazionale ― Paesi Bassi | Cronologia completa delle presenze e delle reti in nazionale ― Paesi Bassi |
| Data                                                                       | Città                                                                      | In casa                                                                    | Risultato                                                                  | Ospiti                                                                     | Competizione                                                               | Reti                                                                       | Note                                                                       |
| -------------------------------------------------------------------------- | -------------------------------------------------------------------------- | -------------------------------------------------------------------------- | -------------------------------------------------------------------------- | -------------------------------------------------------------------------- | -------------------------------------------------------------------------- | -------------------------------------------------------------------------- | -------------------------------------------------------------------------- |
| 18-8-2004                                                                  | Solna                                                                      | Svezia                                                                     | 2 – 2                                                                      | Paesi Bassi                                                                | Amichevole                                                                 | Wesley Sneijder Mark van Bommel                                            | Cap: E.Davids                                                              |
| 3-9-2004                                                                   | Utrecht                                                                    | Paesi Bassi                                                                | 3 – 0                                                                      | Liechtenstein                                                              | Amichevole                                                                 | Mark van Bommel André Ooijer Denny Landzaat                                | Cap: E.Davids                                                              |
| 8-9-2004                                                                   | Amsterdam                                                                  | Paesi Bassi                                                                | 2 – 0                                                                      | Rep. Ceca                                                                  | Qual. Mondiali 2006                                                        | 2 Pierre van Hooijdonk                                                     | Cap: E.Davids                                                              |
| 9-10-2004                                                                  | Skopje                                                                     | Macedonia                                                                  | 2 – 2                                                                      | Paesi Bassi                                                                | Qual. Mondiali 2006                                                        | autorete Dirk Kuyt                                                         | Cap: E.Davids                                                              |
| 13-10-2004                                                                 | Amsterdam                                                                  | Paesi Bassi                                                                | 3 – 1                                                                      | Finlandia                                                                  | Qual. Mondiali 2006                                                        | Wesley Sneijder 2 Ruud van Nistelrooy                                      | Cap: E.Davids                                                              |
| 17-11-2004                                                                 | Barcellona                                                                 | Andorra                                                                    | 0 – 3                                                                      | Paesi Bassi                                                                | Qual. Mondiali 2006                                                        | Phillip Cocu Arjen Robben Wesley Sneijder                                  | Cap: E. van der Sar                                                        |
| 9-2-2005                                                                   | Birmingham                                                                 | Inghilterra                                                                | 0 – 0                                                                      | Paesi Bassi                                                                | Amichevole                                                                 | -                                                                          | Cap: E. van der Sar                                                        |
| 26-3-2005                                                                  | Bucarest                                                                   | Romania                                                                    | 0 – 2                                                                      | Paesi Bassi                                                                | Qual. Mondiali 2006                                                        | Phillip Cocu Ryan Babel                                                    | Cap: E. van der Sar                                                        |
| 30-3-2005                                                                  | Eindhoven                                                                  | Paesi Bassi                                                                | 2 – 0                                                                      | Armenia                                                                    | Qual. Mondiali 2006                                                        | Romeo Castelen Ruud van Nistelrooy                                         | Cap: E. van der Sar                                                        |
| 4-6-2005                                                                   | Rotterdam                                                                  | Paesi Bassi                                                                | 2 – 0                                                                      | Romania                                                                    | Qual. Mondiali 2006                                                        | Arjen Robben Dirk Kuyt                                                     | Cap: E. van der Sar                                                        |
| 8-6-2005                                                                   | Helsinki                                                                   | Finlandia                                                                  | 0 – 4                                                                      | Paesi Bassi                                                                | Qual. Mondiali 2006                                                        | Ruud van Nistelrooy Dirk Kuyt Phillip Cocu Robin van Persie                | Cap: E. van der Sar                                                        |
| 17-8-2005                                                                  | Rotterdam                                                                  | Paesi Bassi                                                                | 2 – 2                                                                      | Germania                                                                   | Amichevole                                                                 | 2 Arjen Robben                                                             | Cap: E. van der Sar                                                        |
| 3-9-2005                                                                   | Erevan                                                                     | Armenia                                                                    | 0 – 1                                                                      | Paesi Bassi                                                                | Qual. Mondiali 2006                                                        | Ruud van Nistelrooy                                                        | Cap: E. van der Sar                                                        |
| 7-9-2005                                                                   | Eindhoven                                                                  | Paesi Bassi                                                                | 4 – 0                                                                      | Andorra                                                                    | Qual. Mondiali 2006                                                        | Rafael van der Vaart autorete 2 Ruud van Nistelrooy                        | Cap: E. van der Sar                                                        |
| 8-10-2005                                                                  | Praga                                                                      | Rep. Ceca                                                                  | 0 – 2                                                                      | Paesi Bassi                                                                | Qual. Mondiali 2006                                                        | Rafael van der Vaart Barry Opdam                                           | Cap: E. van der Sar                                                        |
| 12-10-2005                                                                 | Amsterdam                                                                  | Paesi Bassi                                                                | 0 – 0                                                                      | Macedonia                                                                  | Qual. Mondiali 2006                                                        | -                                                                          | Cap: E. van der Sar                                                        |
| 12-11-2005                                                                 | Amsterdam                                                                  | Paesi Bassi                                                                | 1 – 3                                                                      | Italia                                                                     | Amichevole                                                                 | Ryan Babel                                                                 | Cap: E. van der Sar                                                        |
| 1-3-2006                                                                   | Amsterdam                                                                  | Paesi Bassi                                                                | 1 – 0                                                                      | Ecuador                                                                    | Amichevole                                                                 | Dirk Kuyt                                                                  | Cap: E. van der Sar                                                        |
| 27-5-2006                                                                  | Amsterdam                                                                  | Paesi Bassi                                                                | 1 – 0                                                                      | Camerun                                                                    | Amichevole                                                                 | Ruud van Nistelrooy                                                        | Cap: E. van der Sar                                                        |
| 1-6-2006                                                                   | Eindhoven                                                                  | Paesi Bassi                                                                | 2 – 1                                                                      | Messico                                                                    | Amichevole                                                                 | Johnny Heitinga Ryan Babel                                                 | Cap: D.Kuyt                                                                |
| 4-6-2006                                                                   | Rotterdam                                                                  | Paesi Bassi                                                                | 1 – 1                                                                      | Australia                                                                  | Amichevole                                                                 | Ruud van Nistelrooy                                                        | Cap: E. van der Sar                                                        |
| 11-6-2006                                                                  | Lipsia                                                                     | Serbia e Montenegro                                                        | 0 – 1                                                                      | Paesi Bassi                                                                | Mondiali 2006 - Fase a gironi                                              | Arjen Robben                                                               | Cap: E. van der Sar                                                        |
| 16-6-2006                                                                  | Stoccarda                                                                  | Paesi Bassi                                                                | 2 – 1                                                                      | Costa d'Avorio                                                             | Mondiali 2006 - Fase a gironi                                              | Robin van Persie Ruud van Nistelrooy                                       | Cap: E. van der Sar                                                        |
| 21-6-2006                                                                  | Francoforte sul Meno                                                       | Paesi Bassi                                                                | 0 – 0                                                                      | Argentina                                                                  | Mondiali 2006 - Fase a gironi                                              | -                                                                          | Cap: E. van der Sar                                                        |
| 25-6-2006                                                                  | Norimberga                                                                 | Portogallo                                                                 | 1 – 0                                                                      | Paesi Bassi                                                                | Mondiali 2006 - Ottavi di finale                                           | -                                                                          | Cap: E. van der Sar                                                        |
| 16-8-2006                                                                  | Dublino                                                                    | Irlanda                                                                    | 0 – 4                                                                      | Paesi Bassi                                                                | Amichevole                                                                 | 2 Klaas-Jan Huntelaar Arjen Robben Robin van Persie                        | Cap: E. van der Sar                                                        |
| 2-9-2006                                                                   | Lussemburgo                                                                | Lussemburgo                                                                | 0 – 1                                                                      | Paesi Bassi                                                                | Qual. Euro 2008                                                            | Joris Mathijsen                                                            | Cap: E. van der Sar                                                        |
| 9-9-2006                                                                   | Eindhoven                                                                  | Paesi Bassi                                                                | 3 – 0                                                                      | Bielorussia                                                                | Qual. Euro 2008                                                            | 2 Robin van Persie Dirk Kuyt                                               | Cap: E. van der Sar                                                        |
| 7-10-2006                                                                  | Sofia                                                                      | Bulgaria                                                                   | 1 – 1                                                                      | Paesi Bassi                                                                | Qual. Euro 2008                                                            | Robin van Persie                                                           | Cap: E. van der Sar                                                        |
| 11-10-2006                                                                 | Amsterdam                                                                  | Paesi Bassi                                                                | 2 – 1                                                                      | Albania                                                                    | Qual. Euro 2008                                                            | Robin van Persie autorete                                                  | Cap: E. van der Sar                                                        |
| 15-11-2006                                                                 | Amsterdam                                                                  | Paesi Bassi                                                                | 1 – 1                                                                      | Inghilterra                                                                | Amichevole                                                                 | Rafael van der Vaart                                                       | A. Ooijer                                                                  |
| 7-2-2007                                                                   | Amsterdam                                                                  | Paesi Bassi                                                                | 4 – 1                                                                      | Russia                                                                     | Amichevole                                                                 | Ryan Babel Wesley Sneijder Joris Mathijsen Rafael van der Vaart (rig.)     | Cap: G. van Bronckhorst                                                    |
| 24-3-2007                                                                  | Rotterdam                                                                  | Paesi Bassi                                                                | 0 – 0                                                                      | Romania                                                                    | Qual. Euro 2008                                                            | -                                                                          | Cap: G. van Bronckhorst                                                    |
| 28-3-2007                                                                  | Celje                                                                      | Slovenia                                                                   | 0 – 1                                                                      | Paesi Bassi                                                                | Qual. Euro 2008                                                            | Giovanni van Bronckhorst                                                   | Cap: E. van der Sar                                                        |
| 2-6-2007                                                                   | Seul                                                                       | Corea del Sud                                                              | 0 – 2                                                                      | Paesi Bassi                                                                | Amichevole                                                                 | 2 Rafael van der Vaart 1 (rig.)                                            | Cap: G. van Bronckhorst                                                    |
| 6-6-2007                                                                   | Bangkok                                                                    | Thailandia                                                                 | 1 – 3                                                                      | Paesi Bassi                                                                | Amichevole                                                                 | Rafael van der Vaart Johnny Heitinga Jan Vennegoor of Hesselink            | Cap: R. van der Vaart                                                      |
| 22-8-2007                                                                  | Lancy                                                                      | Svizzera                                                                   | 2 – 1                                                                      | Paesi Bassi                                                                | Amichevole                                                                 | Dirk Kuyt                                                                  | Cap: G. van Bronckhorst                                                    |
| 8-9-2007                                                                   | Amsterdam                                                                  | Paesi Bassi                                                                | 2 – 0                                                                      | Bulgaria                                                                   | Qual. Euro 2008                                                            | Wesley Sneijder Ruud van Nistelrooy                                        | Cap: E. van der Sar                                                        |
| 12-9-2007                                                                  | Tirana                                                                     | Albania                                                                    | 0 – 1                                                                      | Paesi Bassi                                                                | Qual. Euro 2008                                                            | Ruud van Nistelrooy                                                        | Cap: E. van der Sar                                                        |
| 13-10-2007                                                                 | Costanza                                                                   | Romania                                                                    | 1 – 0                                                                      | Paesi Bassi                                                                | Qual. Euro 2008                                                            | -                                                                          | Cap: G. van Bronckhorst                                                    |
| 17-10-2007                                                                 | Eindhoven                                                                  | Paesi Bassi                                                                | 2 – 0                                                                      | Slovenia                                                                   | Qual. Euro 2008                                                            | Wesley Sneijder Klaas-Jan Huntelaar                                        | Cap: R. van der Vaart                                                      |
| 17-11-2007                                                                 | Rotterdam                                                                  | Paesi Bassi                                                                | 1 – 0                                                                      | Lussemburgo                                                                | Qual. Euro 2008                                                            | Danny Koevermans                                                           | Cap: E. van der Sar                                                        |
| 21-11-2007                                                                 | Minsk                                                                      | Bielorussia                                                                | 2 – 1                                                                      | Paesi Bassi                                                                | Qual. Euro 2008                                                            | Rafael van der Vaart                                                       | Cap: G. van Bronckhorst                                                    |
| 6-2-2008                                                                   | Spalato                                                                    | Croazia                                                                    | 0 – 3                                                                      | Paesi Bassi                                                                | Amichevole                                                                 | Johnny Heitinga Klaas-Jan Huntelaar Jan Vennegoor of Hesselink             | Cap: E. van der Sar                                                        |
| 26-3-2008                                                                  | Vienna                                                                     | Austria                                                                    | 3 – 4                                                                      | Paesi Bassi                                                                | Amichevole                                                                 | 2 Klaas-Jan Huntelaar Johnny Heitinga Jan Vennegoor of Hesselink           | Cap: G. van Bronckhorst                                                    |
| 24-5-2008                                                                  | Rotterdam                                                                  | Paesi Bassi                                                                | 3 – 0                                                                      | Ucraina                                                                    | Amichevole                                                                 | Dirk Kuyt Klaas-Jan Huntelaar Ryan Babel                                   | Cap: G. van Bronckhorst                                                    |
| 29-5-2008                                                                  | Eindhoven                                                                  | Paesi Bassi                                                                | 1 – 1                                                                      | Danimarca                                                                  | Amichevole                                                                 | Ruud van Nistelrooy                                                        | Cap: E. van der Sar                                                        |
| 1-6-2008                                                                   | Rotterdam                                                                  | Paesi Bassi                                                                | 2 – 0                                                                      | Galles                                                                     | Amichevole                                                                 | Arjen Robben Wesley Sneijder                                               | Cap: E. van der Sar                                                        |
| 9-6-2008                                                                   | Berna                                                                      | Paesi Bassi                                                                | 3 – 0                                                                      | Italia                                                                     | Euro 2008 - Fase a gironi                                                  | Ruud van Nistelrooy Wesley Sneijder Giovanni van Bronckhorst               | Cap: E. van der Sar                                                        |
| 13-6-2008                                                                  | Berna                                                                      | Francia                                                                    | 1 – 4                                                                      | Paesi Bassi                                                                | Euro 2008 - Fase a gironi                                                  | Dirk Kuyt Robin van Persie Arjen Robben Wesley Sneijder                    | Cap: E. van der Sar                                                        |
| 17-6-2008                                                                  | Berna                                                                      | Paesi Bassi                                                                | 2 – 0                                                                      | Romania                                                                    | Euro 2008 - Fase a gironi                                                  | Klaas-Jan Huntelaar Robin van Persie                                       | Cap: J.Heitinga                                                            |
| 21-6-2008                                                                  | Basilea                                                                    | Paesi Bassi                                                                | 1 – 3 dts                                                                  | Russia                                                                     | Euro 2008 - Quarti di finale                                               | Ruud van Nistelrooy                                                        | Cap: E. van der Sar                                                        |
| Totale                                                                     |                                                                            | Presenze                                                                   | 52                                                                         |                                                                            | Reti                                                                       | 96                                                                         |                                                                            |

## Palmarès

### Giocatore

#### Club

##### Competizioni nazionali
- Campionato olandese: 3

Ajax: 1981-1982, 1982-1983, 1984-1985
- Coppa dei Paesi Bassi: 3

Ajax: 1982-1983, 1985-1986, 1986-1987
- Campionato italiano: 4

Milan: 1987-1988, 1991-1992, 1992-1993, 1993-1994
- Supercoppa italiana: 4

Milan: 1988, 1992, 1993, 1994

##### Competizioni internazionali
- Coppa delle Coppe: 1

Ajax: 1986-1987
- Coppa dei Campioni/UEFA Champions League: 2

Milan: 1988-1989, 1989-1990
- Supercoppa UEFA: 2

Milan: 1989, 1990
- Coppa Intercontinentale: 2

Milan: 1989, 1990

#### Nazionale
- Campionato d'Europa: 1

Germania Ovest 1988

#### Individuale

Van Basten mostra ai tifosi del Milan il Pallone d'oro vinto nel 1988

- Capocannoniere della Eredivisie: 4

1983-1984 (28 gol), 1984-1985 (22 gol), 1985-1986 (37 gol), 1986-1987 (31 gol)
- Calciatore olandese dell'anno: 1

1985
- Scarpa d'oro: 1

1986
- Trofeo Bravo: 1

1987
- Capocannoniere del campionato europeo: 1

1988 (5 gol)
- Miglior giocatore del campionato europeo: 1

1988
- Calciatore dell'anno World Soccer: 2

1988, 1992
- Calciatore dell'anno IFFHS: 2

1988, 1989
- Pallone d'oro: 3

1988, 1989, 1992
- Capocannoniere della Coppa dei Campioni: 1

1988-1989 (10 gol)
- Capocannoniere della Serie A: 2

1989-1990 (19 gol), 1991-1992 (25 gol)
- FIFA World Player: 1

1992
- Inserito nella FIFA 100 (2004)
- Inserito nella Hall of Fame del calcio italiano nella categoria Giocatore straniero (2012)